# Administración Nacional del Patrimonio Cultural
La Administración Nacional del Patrimonio Cultural (NCHA por las iniciales en inglés; Chino: 国家文物局; pinyin: Guójiā Wénwù Jú) es una agencia administrativa subordinada al Ministerio de Cultura y Turismo de la República Popular China. Es responsable del desarrollo y la gestión de los museos, así como de la protección de los objetos patrimonios culturales de importancia nacional.

## Historia
Después de la guerra civil china, la Oficina Estatal de Patrimonio Cultural se estableció para proteger las reliquias y los sitios arqueológicos, así como para ayudar a desarrollar museos (aunque la agencia languideció durante la agitación política de la Revolución Cultural ). Su causa se revitalizó con el establecimiento de la Oficina Estatal de Gestión de Empresas de Patrimonios Culturales en 1973 para supervisar la protección del patrimonio cultural y la Oficina Estatal de Patrimonio Cultural (SBCR) en 1988, bajo la jurisdicción del Ministerio de Cultura, como la agencia abarcadora. para la conservación de la cultura y el patrimonio chino.
La agencia es responsable de más de 500.000 sitios registrados de reliquias culturales inamovibles en China continental. Esto incluye 2352 sitios bajo protección nacional, 9396 sitios bajo la protección de gobiernos provinciales y 58 300 sitios bajo la protección de autoridades del condado o municipales. Además, 103 ciudades están designadas como "Ciudad histórica y culturalmente famosa".
Hay aproximadamente un millón de elementos patrimoniales chinos antiguos en exhibición en más de 200 museos de ultramar. La agencia está buscando la repatriación de estos artículos a través de convenciones políticas, diplomáticas e internacionales. El gobierno chino afirma que estos artículos no solo fueron tomados inmoralmente sino también ilegalmente. Un documento de la UNESCO de 1995 establece que las reliquias culturales tomadas durante la guerra deben devolverse a sus países de origen. Egipto ha apoyado los esfuerzos de China para repatriar sus elementos patrimoniales históricos ya que comparten una historia similar.

## Persecuciones
En 2001, la Galería Nacional de Canadá devolvió una escultura de arhat que databa de hace unos 1300 años. Esta fue la primera vez que un museo devolvió voluntariamente un artículo a la agencia estatal.
Una estatua de un guardián que había sido saqueada de una tumba china en 1994 fue incautada por agentes de aduanas estadounidenses. La Fiscal de los Estados Unidos para el Distrito Sur de Nueva York (Mary Jo White) presentó una demanda de decomiso civil en virtud de la Convención sobre la Ley de Implementación de Bienes Culturales, que llevó a la incautación de la estatua. Fue devuelto en mayo de 2001.
En 2001, el Museo Miho en Kioto, Japón, devolvió una rara estatua budista que fue robada de un jardín público en la provincia de Shandong.
Un raro caballo de bronce fue comprado por 8,9 millones de dólares por el multimillonario de Macao, Stanley Ho, quien lo donó a China.
En 2009, se llevó a cabo una subasta en Francia a pesar de las protestas del gobierno chino. Se estaban subastando dos esculturas de bronce que fueron saqueadas del Antiguo Palacio de Verano durante la segunda guerra del Opio. El comprador, François Pinault, los compró y los donó a China en 2013.
Una caja de metal dorado imperial chino apareció en una subasta en Salisbury en 2011. Se vendió por 400.000 libras. En ese mismo año, otra reliquia (un colgante de jade amarillo tallado como un dragón) se vendió por 478.000 en otra subasta en Dorchester.
En abril de 2018, el Tiger Ying (un recipiente de agua de bronce) se vendió en una subasta en el Reino Unido. La Administración Nacional del Patrimonio Cultural condenó la subasta argumentando que fue saqueada ilegalmente de China y exigió su devolución. Los subastadores no comentaron sobre las solicitudes chinas y la subasta continuó. Sin embargo, después de algunas negociaciones privadas, el Tiger Ying fue devuelto y pasó a formar parte de la colección del Museo Nacional de China en noviembre de ese año.
El Equipo de Crímenes Artísticos del FBI devolvió 361 objetos culturales a China el 28 de febrero de 2019.
Un tribunal de Milán, Italia, dictaminó que 796 objetos se devolverían a China. Llegaron a Beijing el 10 de abril de 2019. Algunas de estas reliquias incluyen artículos de porcelana de la dinastía Song y la dinastía Ming.

## Lista de directores
| Título en inglés | Título chino | Término de oficina                  | Notas |
| ---------------- | ------------ | ----------------------------------- | ----- |
| Zheng Zhenduo    | 郑振铎       | Diciembre de 1949 - octubre de 1958 |       |
| Wang Yeqiu       | 王冶秋       | Octubre de 1958 - mayo de 1970      |       |
| Wang Yeqiu       | 王冶秋       | Octubre de 1973 - noviembre de 1979 |       |
| Ren Zibin        | 任资斌       | Enero de 1980 - mayo de 1982        |       |
| Sun Yiqing       | 孙轶清       | Mayo de 1982 - marzo de 1984        |       |
| Lü Jimin         | 吕济民       | Marzo de 1984 - abril de 1988       |       |
| Zhang Deqin      | 张德勤       | Abril de 1988 - septiembre de 1996  |       |
| Zhang Wenbin     | 张文彬       | Septiembre de 1996 - agosto de 2002 |       |
| Shan Jixiang     | 单霁翔       | Agosto de 2002 - febrero de 2012    |       |
| Li Xiaojie       | 励小捷       | Febrero de 2012 - octubre de 2015   |       |
| Liu Yuzhu        | 刘玉珠       | Octubre de 2015 - presente          |       |